# Léon Lacroix
Léon Lacroix (geboren am 23. November 1909 in Verviers; gestorben am 1. August 2016 in Lüttich) war ein belgischer Numismatiker und Klassischer Archäologe.
Léon Lacroix studierte Klassische Philologie an der Université de Liège, an der er 1932 promoviert wurde. Ein Stipendium ermöglichte es ihm, seine Studien bei Charles Picard an der Universität von Paris und bei Louis Robert an der École pratique des hautes études fortzusetzen. Im Jahr 1938 wurde er Mitglied der École française d’Athènes, musste aber mit Beginn des Zweiten Weltkriegs 1939 Griechenland verlassen. 1946 kehrte er nach Athen zurück. Dort erhielt er 1948 seine Lehrbefähigung. Die Université de Liège berief ihn 1951 zum Honorarprofessor für griechische Archäologie und Kunstgeschichte, 1955 zum Professor und 1964 zum ordentlichen Professor. Diesen Posten hatte er bis zu seiner Emeritierung im Jahr 1980 inne.
Schwerpunkt seiner wissenschaftlichen Forschungen war die antike, insbesondere die griechische Numismatik, deren Ikonographie er zeitlebens untersuchte. Seine an den griechischen Originalen geschulten archäologischen Fähigkeiten verband er hierbei mit seiner umfassenden Kenntnis der Klassischen Philologie und der Klassischen Archäologie.
Bereits 1946 wurde Léon Lacroix außerordentliches Mitglied der American Numismatic Society und war bei seinem Tod deren ältestes Mitglied. Die Société royale de Numismatique de Belgique wählte ihn 1949 zum korrespondierenden, 1953 zum ordentlichen Mitglied. In den Jahren von 1961 bis 1967 war er deren Vizepräsident, von 1963 bis 1970 zudem Co-Direktor der Zeitschrift Revue belge de Numismatique. Das Deutsche Archäologische Institut ernannte ihn 1963 zu seinem Mitglied, 1973 wurde er in die Académie royale des Sciences, des Lettres et des Beaux-Arts de Belgique gewählt. Die Universität Besançon verlieh ihm 1960 die Ehrendoktorwürde. Zudem war er Großoffizier des belgischen Ordens Leopolds II. Die Zeitschrift L’Antiquité classique ernannte ihn zu ihrem Ehrendirektor.

## Schriften (Auswahl)
- La faune marine dans la décoration des plats à poissons. Étude aur la céramique grecque d'Italie meridionale. Selbstverlag, Verviers 1937.
- Les reproductions de statues sur les monnaies grecques. La statuaire archaïque et classique (= Bibliothèque de la Faculté de Philosophie et Lettres de l'Université de Liège. 116, ISSN 0768-5475). Faculté de philosophie et lettres, Lüttich 1949, (Digitalisat).
- Monnaies et colonisation dans l’Occident grec (= Académie Royale de Belgique. Classe des Lettres et des Sciences morales et politiques. Collection in-8. Mémoires. Sér. 2, Bd. 58, 2, ISSN 0378-7893). Palais des Académies, Brüssel 1965.
- Études d’archéologie numismatique (= Publications de la Bibliothèque Salomon Reinach. 3, ISSN 0555-6260). Boccard, Paris 1974.